# 9919 Undset
9919 Undset è un asteroide della fascia principale. Scoperto nel 1979, presenta un'orbita caratterizzata da un semiasse maggiore pari a 2,3798088 au e da un'eccentricità di 0,2093241, inclinata di 1,60602° rispetto all'eclittica.
L'asteroide è dedicato alla norvegese Sigrid Undset, Premio Nobel per la letteratura nel 1928.
L'eponimo fu inizialmente utilizzato per l'asteroide 10265, poi ribattezzato Gunnarsson.